# Richelsdorfite
La richelsdorfite è un minerale.